# El Maestro de Sokka (Avatar: La Leyenda de Aang)
El maestro de Sokka es él es el cuadragésimo cuarto episodio de la serie animada de televisión Avatar: la leyenda de Aang y el cuarto capítulo de la tercera temporada.

## Sinopsis
Es una noche bañada por las estrellas fugaces y Aang y sus amigos están observándolas. Katara comenta lo bellas que son, a lo que Toph responde con que si viste una ya viste todas. En ese momento cae una de las estrellas, estrellándose contra un campo de maíz. Todos van en su busca por el fuego que se ha creado y mientras Katara va con Appa a buscar agua para apagar el fuego, Aang y Toph lo retienen usando el Tierra Control. Sokka pregunta qué puede hacer él y Aang le pide que vigile a Momo. Todos trabajan en equipo, extinguiendo así el fuego. Sin embargo, Sokka no hizo mucho, sintiéndose inferior. Mientras, en la prisión de la Nación del Fuego, un guardia lleva comida al prisionero Iroh, que parece estar atónito. La tira al suelo y Iroh se abalanza sobre el cuenco de arroz, comiendo ansioso y desesperadamente. El guardia le dice lo patético e inútil que es y se va. Entonces, Iroh se coloca bien el pelo, recoge el tazón y empieza a comer con tranquilidad lo que queda de arroz en él.
Aang y compañía comen tranquilamente en un restaurante mientras Toph menciona que echa de menos el cariño que la gente les daba por sus actos heroicos, a lo que Sokka le dice con sarcasmo “Oh, pobres héroes”. Katara le pregunta que qué le pasa. Este le contesta que pese a que sus amigos tienen poderes alucinantes él nunca puede hacer nada por ayudar. Todos tratan de animarle, pero es en vano. Entonces, Katara se levanta y le propone algo que animará a su hermano: ir de compras a una tienda de armas. Sintiéndose emocionado, Sokka borra de inmediato su pena y se pone a probar unos nunchaku que encuentra, causando que se de un golpe en la cabeza y tirando sobre él un montón de armas. Katara se prueba unos guantes y Aang se pone una estrambótica y monstruosa armadura de la nación del fuego, pero tras caerse dice que se conformará con lo que tiene. Sokka se pone a probar toda clase de armas, fallando en su intento de utilizarlas correctamente, hasta que ve una magnífica espada china que lo atrae. El dependiente le adula por tener buen ojo y le comenta que esa espada es una original hecha por el famoso maestro espadachín Piandao, que vive en un castillo en las cercanías. Aang le dice que eso es precisamente lo que necesita: un maestro. “Mis maestros me ayudaban a sentirme mejor” le comenta. Katara y Toph le animan a ello, con lo que acaba decidiéndose y va de camino a la casa de Piandao. Mientras, Iroh entrena arduamente en prisión y se le ve haciendo flexiones.
Sokka llama a la puerta del castillo de Piandao y, tras mucho insistir, aparece el ayudante del maestro. El ayudante le dice que ya sabe que el maestro no acepta a cualquiera, así que le pregunta que qué ha traído para probar su palabra. Sokka demuestra claramente que nada, a lo que el ayudante solo sonríe y le deja pasar adentro. Al llegar a una sala en la cual está Piandao escribiendo. El joven de la Tribu Agua se presenta y el maestro remarca lo curioso que es su nombre. Sokka lo disimula diciendo que es muy común en las colonias de la Nación del Fuego y Piandao trata de adivinar diciendo que viene de muy lejos para aprender. Sokka lo desmiente diciendo que aún tiene mucho que aprender. El maestro de espada se sorprende por la poca chulería del joven y Sokka responde de forma honesta y sincera. Piandao decide entrenarlo. Desde ese momento, somete a Sokka a una serie de pruebas y entrenamientos en los cuales debe demostrar su ingenio, habilidad y pureza de conocimientos. Mientras, los chicos se aburren sin Sokka, Iroh sigue entrenando ante la ignorancia de los guardias.
Al final, Piandao le comunica a Sokka que pese a que aún tiene mucho que aprender, debe forjarse su propia espada. Le lleva a una forja, donde debe elegir bien el metal que formara su espada. El joven hecha un vistazo a los metales ante él y le pregunta a su maestro si puede ir a buscar un material afuera, pese a que es poco usual, Piandao acepta. Sokka vuelve con sus amigos, que le reciben cariñosamente. Algo extrañado por la actitud de Aang y Katara, le pregunta a Toph que qué les pasa, a lo que ella le dice indiferente que lo había extrañado y que a ella no le importaba (tras esto último, se sonroja). Sokka les da las gracias por su cariño y les pide ayuda para algo. Todos van al meteorito que cayó del cielo y usando el Tierra Control de Toph y algo de ayuda entre todos llevan el meteorito hasta el castillo de Piandao. Iroh sigue entrenando.
Tras unos días, Sokka forja una espada con el metal del meteorito, creando así una hoja negra. Piandao da un discurso sobre el talento especial de Sokka y le entrega su nueva espada. Sintiéndose mal por mentir a su maestro, Sokka le dice que no es digno de su confianza, ya que viene de la Tribu del Agua y se disculpa por mentirle. Piandao le dice que también lo siente y lo ataca, pero Sokka se defiende usando su gran agilidad. Aang y los otros tratan de ir en su ayuda, pero él los detiene diciendo que esta es su pelea y que deben respetarla. En prisión, el guarda trae comida a Iroh mientras le dice lo decepcionado que está con el exgeneral de la Nación del Fuego y se va. Iroh se quita entonces la parte superior de su kimono, dando a ver su recién adquirida musculatura, y hace unas flexiones agarrado de un barrote de su celda.
Sokka tiene un combate singular con su maestro Piandao, dando a ver los frutos de su entrenamiento al actuar Sokka con suma agilidad, reflejos y perfecta habilidad de contraataque. Aun así, pierde contra su maestro, pero este le deja vivir. Cuando Aang, Katara y Toph están en posición defensiva, Piandao comenta que puede que haya vencido a su discípulo, pero no cree posible vencer al Avatar y también les cuenta que sabía que Sokka era de la Tribu Agua desde un principio. Katara le pregunta por qué entrenó a Sokka sabiendo quién era, a lo que le contesta que el arte de la espada no pertenece ni a regiones ni a países y que debe ser enseñado al que quiera aprender. Piandao se despide de Sokka y compañía y estos se van. Cuando ya han salido del castillo, el ayudante del maestro espadachín les detiene y le entrega a Sokka algo de parte de Piandao para que lo recuerde. Cuando lo abre, ve que es una ficha de Pai Sho: el Loto Blanco. Sin entender muy bien qué significa, todos se van. En el camino, Sokka le entrega a Toph una piedra del meteorito que usó para crear la espada (o "Tierra Espacial" como él la llama).
- Datos: Q5686788